# Немачка на Летњим олимпијским играма 1896.
Немачка је учествовала на Летњим олимпијским играма одржаним 1896. године у Атини, Грчка, под именом Немачко царство.
Из Немачке је на овим олимпијским играма учествовало укупно 13 такмичара у 6 спортова у 75 такмичења у 26 дисциплина, од чега су најуспешнији били у гимнастици. Немци су били трећа најуспешнија нација са 13 освојених медаља 6 златних 5 сребрних и 2 бронзане медаље.
Немачки представн Фидрих Траун освојио је у тенису у игри парова златну медаљу, али пошто му је патнер био из екипе Уједињеног Краљевства медаља је приписана Мешовитом тиму.
Спортисти Немачке по дисциплинама:
| Спорт         | Мушкарци | Жене | Укупно |
| ------------- | -------- | ---- | ------ |
| Атлетика      | 5*       | 0    | 5      |
| Бициклизам    | 5        | 0    | 5      |
| Дизање тегова | 1*       | 0    | 1      |
| Гимнастика    | 11*      | 0    | 11     |
| Рвање         | 1*       | 0    | 1      |
| Тенис         | 1*       | 0    | 1      |
| Укупно (6)    | 24       | 0    | 19*    |

* Карл Шуман се такмичио у четири спорта: атлетици, гимнастици, рвању и дизању тегова, Фридрих Хофман у гимнастици и атлетиви, а Фидрих Траун у атлетици и тенису, па се укупан збир такмичара по дисциплинама треба умањити за 5 што износи 19 учесника

## Освајачи медаља

### Злато
- Алфред Флатов - гимнастика, разбој
- Карл Шуман - гимнастика, прескок
- Карл Шуман - рвање, грчко-римски стил
- Херман Вајнгертнер - гимнастика, вратило
- Фриц Хофман (вођа екипе), Конрад Бекер, Алфред Флатов, Густав Флатов, Георг Хилмар, Фриц Хофман, Фриц Мантојфел, Карл Нојкирх, Рихард Рештел, Густав Шуфт, Карл Шуман, Херман Вајнгертнер - гимнастуика, разбој екипно
- Фриц Хофман (вођа екипе), Конрад Бекер, Алфред Флатов, Густав Флатов, Георг Хилмар, Фриц Хофман, Фриц Мантојфел, Карл Нојкирх, Рихард Рештел, Густав Шуфт, Карл Шуман, Херман Вајнгертнер - гимнастика, вратило екипно

### Сребро
- Алфред Флатов - гимнастика, horizontal bar
- Аугуст фон Гедрих - бициклизам, road race
- Фриц Хофман - атлетика, 100 метара
- Херман Вајнгертнер - гимнастика, коњ са хватаљкама
- Херман Вајнгертнер - гимнастика, кругови

### Бронза
- Фриц Хофман - гимнастика, пењање уз конопац
- Херман Вајнгертнер - гимнастика, прескок

## Резултати по дисциплинама

### Атлетика
Једину медаљу у атлетици од немачких спортиста освојио је Фриц Хофман у трчању на 100 метара.
| Дисциплина    | Место | Атлетичар     | Полуфинале | Финале               |
| ------------- | ----- | ------------- | ---------- | -------------------- |
|               |       |               |            |                      |
| 100 м         |       | Фриц Хофман   | Непознато  | 12,2                 |
| 100 м         | –     | Фридрих Траун | Непознато  | Није се квалификовао |
| 100 м         | –     | Курт Дери     | Непознато  | Није се квалификовао |
|               |       |               |            |                      |
| 400 метара    | 4     | Фриц Хофман   | 58,6       | Непознато            |
| 400 метара    | –     | Курт Дери     | Непознато  | Није се квалификовао |
|               |       |               |            |                      |
| 800 метара    | –     | Фридрих Траун | Непознато  | Није се квалификовао |
|               |       |               |            |                      |
| 1500 метара   | 4     | Карл Гале     | Није било  | 4:39,0               |
|               |       |               |            |                      |
| 110 m препоне | –     | Курт Дери     | Непознато  | Није се квалификовао |
|               |       |               |            |                      |
| скок удаљ     | –     | Карл Шуман    | Није било  | Непознато            |
|               |       |               |            |                      |
| троскок       | 5     | Карл Шуман    | Није било  | Непознато            |
| троскок       | –     | Фриц Хофман   | Није било  | Непознато            |
|               |       |               |            |                      |
| скок увис     | 5     | Фриц Хофман   | Није било  | 1,55                 |
|               |       |               |            |                      |
| бацање кугле  | –     | Фриц Хофман   | Није било  | Непознато            |
| бацање кугле  | –     | Карл Шуман    | Није било  | Непознато            |
|               |       |               |            |                      |

### Бициклизам
У бициклизму једину медаљу је освојио Аугуст фон Гедрих у дисциплини друмска вожња.
| Дисциплина     | Место | Бициклиста        | Време/Дистанца |
| -------------- | ----- | ----------------- | -------------- |
|                |       |                   |                |
| Спринт 333,3 м | 5     | Теодор Лојполт    | 27,0           |
| Спринт 333,3 м | 8     | Јозеф Роземајер   | 27,2           |
|                |       |                   |                |
| Спринт 2 км    | –     | Јозеф Роземајер   | Није завршио   |
|                |       |                   |                |
| 10 км          | 4     | Јозеф Роземајер   | Непознато      |
|                |       |                   |                |
| 100 км         | -     | Бернард Кнубел    | Није завршио   |
| 100 км         | -     | Теодор Лојполд    | Није завршио   |
| 100 км         | -     | Јозеф Роземајер   | Није завршио   |
| 100 км         | -     | Јозеф Велценбахер | Није завршио   |
|                |       |                   |                |
| Трка 12 сати   | –     | Јозеф Велценбахер | Није завршио   |
|                |       |                   |                |
| Друмска трка   |       | Аугуст фон Гедрих | 3:42:18        |
|                |       |                   |                |

### Гимнастика
Немачка је доминирала у гимнастичком програму, освајајући 5 од 8 златних медаља и исто толико осталих медаља.
| Дисциплина        | Место              | Гимнастичар        |
| ----------------- | ------------------ | ------------------ |
|                   |                    |                    |
| Разбој            |                    | Алфред Флатов      |
| Разбој            | –                  | Конрад Бекер       |
| Разбој            | –                  | Густав Флатов      |
| Разбој            | –                  | Георг Хилмар       |
| Разбој            | –                  | Фриц Мантојфел     |
| Разбој            | –                  | Карл Нојкирх       |
| Разбој            | –                  | Рихард Рештел      |
| Разбој            | –                  | Густав Шуфт        |
| Разбој            | –                  | Карл Шуман         |
| Разбој            | –                  | Херман Вајнгертнер |
|                   |                    |                    |
| Вратило           |                    | Херман Вајнгертнер |
| Вратило           | Алфред Флатов      |                    |
| Вратило           | –                  | Конрад Бекер       |
| Вратило           | –                  | Густав Флатов      |
| Вратило           | –                  | Георг Хилмар       |
| Вратило           | –                  | Фриц Мантојфел     |
| Вратило           | –                  | Карл Нојкирх       |
| Вратило           | –                  | Рихард Рештел      |
| Вратило           | –                  | Густав Шуфт        |
| Вратило           | –                  | Карл Шуман         |
|                   |                    |                    |
| Прескок           |                    | Карл Шуман         |
| Прескок           | Херман Вајнгертнер |                    |
| Прескок           | –                  | Конрад Бекер       |
| Прескок           | –                  | Алфред Флатов      |
| Прескок           | –                  | Густав Флатов      |
| Прескок           | –                  | Георг Хилмар       |
| Прескок           | –                  | Фриц Мантојфел     |
| Прескок           | –                  | Карл Нојкирх       |
| Прескок           | –                  | Рихард Рештел      |
| Прескок           | –                  | Густав Шуфт        |
|                   |                    |                    |
| Коњ са хватаљкама |                    | Херман Вајнгертнер |
| Коњ са хватаљкама | –                  | Конрад Бекер       |
| Коњ са хватаљкама | –                  | Алфред Флатов      |
| Коњ са хватаљкама | –                  | Густав Флатов      |
| Коњ са хватаљкама | –                  | Георг Хилмар       |
| Коњ са хватаљкама | –                  | Фриц Мантојфел     |
| Коњ са хватаљкама | –                  | Карл Нојкирх       |
| Коњ са хватаљкама | –                  | Рихард Рештел      |
| Коњ са хватаљкама | –                  | Густав Шуфт        |
| Коњ са хватаљкама | –                  | Карл Шуман         |
|                   |                    |                    |
| кругови           |                    | Херман Вајнгертнер |
| кругови           | 5                  | Карл Шуман         |
| кругови           | –                  | Конрад Бекер       |
| кругови           | –                  | Алферд Флатов      |
| кругови           | –                  | Густав Флатов      |
|                   |                    |                    |

| Дисцциплина | Место | Гимнастичар | Висина |
| ----------- | ----- | ----------- | ------ |
|             |       |             |        |
| Конопац     |       | Фриц Хофман | 12.5   |
|             |       |             |        |

| Дисциплина     | Место | Екипа                |
| -------------- | ----- | -------------------- |
|                |       |                      |
| Вратило екипно |       | Немачка              |
|                |       |                      |
| Разбој екипно  |       | align=left\| Немачка |
|                |       |                      |

### Дизање тегова
| Дисциплина | Место | Такмичар   | Резултат |
| ---------- | ----- | ---------- | -------- |
|            |       |            |          |
| дворучно   | 4     | Карл Шуман | 90,0     |
|            |       |            |          |

### Тенис
Траун је у првом колу појединачне конкуренције поражен од Боланда. У игри парова у игри са Боландом осваја прво местро, али се његова медаља освојена у мешовитој екипи не приписује Немачкој.
| Дисциплина  | Позиција | Такмичар                         | Прва рунда                  | Четвртфинале                                                | Полуфинале           | Финале                                                     |
| ----------- | -------- | -------------------------------- | --------------------------- | ----------------------------------------------------------- | -------------------- | ---------------------------------------------------------- |
|             |          |                                  |                             |                                                             |                      |                                                            |
| појединачно | 8        | Фридрих Траун                    | Поражен од Џон Пајус Боланд | Није се квалификовао                                        | Није се квалификовао | Није се квалификовао                                       |
| парови      |          | Фридрих Траун и Џон Пајус Боланд | -                           | Победили Константиноса Акратопулоса Аристидиса Акратопулоса | Слободни             | Победили Дуионисиоса Касдаглиса Деметриоса Петрококиноса\| |
|             |          |                                  |                             |                                                             |                      |                                                            |

| Земља                | Победе | Порази | Проценат |
| -------------------- | ------ | ------ | -------- |
| Грчка                | 2      | 0      | 1.000    |
| Уједињено Краљевство | 0      | 1      | 0.000    |
|                      |        |        |          |
| Укупно               | 2      | 1      | 0,667    |

### Рвање
Шуман је у првом мечу веома лако савладао Лонстон Елиота, победника у дизаљу терета једном руком. У полуфиналу је био слободан, финални меч је са Јоргос Цитас трајао је два дана. После 40 минута борбе првог дана меч је прекинут због мрака и настављен сутрадан када је Шуман лако победио.
| Дисциплина        | Позиција | Рвач       | Четвртфинале            | Полуфинале | Финале                 |
| ----------------- | -------- | ---------- | ----------------------- | ---------- | ---------------------- |
|                   |          |            |                         |            |                        |
| Грчко-римски стил |          | Карл Шуман | Победио Лонстона Елиота | Слободан   | Победио Јоргоса _Цитас |
|                   |          |            |                         |            |                        |

### Биланс медаља
| Противник            | Победа | Изгубљене | Проценат |
| -------------------- | ------ | --------- | -------- |
| Уједињено Краљевство | 1      | 0         | 1.000    |
| Грчка                | 1      | 0         | 1.000    |
|                      |        |           |          |
| Укупно               | 2      | 0         | 1.000    |